# Montréal-Nord
Montréal-Nord – jedna z dziewiętnastu dzielnic Montrealu. Miasto Montréal-Nord powstało w 1915 roku poprzez odcięcie części parafii Sault-aux-Récollets. W 2002 roku zostało przyłączone do Montrealu jako jego dzielnica. Dzielnica położona jest nad rzeką Rivière des Prairies.
Liczba mieszkańców Montréal-Nord wynosi 83 911. Język francuski jest językiem ojczystym dla 56,1%, angielski dla 4,2% mieszkańców (2006).